# 野上正義
野上 正義（のがみ まさよし、1940年3月2日 - 2010年12月22日）は、日本の俳優、映画監督、脚本家。北海道白糠郡白糠村（現：白糠町）出身。愛称は「ガミさん」。息子はAV男優のトニー大木。

## 人物
身長170cm。体重62kg。
北海道立釧路湖陵高校（現：北海道釧路湖陵高等学校）卒業。
NBK（日本文化協会）研究生を経て、劇団世代結成に参加。その後は青年プロ、東映、清野事務所に所属。
久保新二などの関係者からは「ガミさん」の愛称で親しまれていた。
一時期、読みを「のがみ せいぎ」としていた。
2010年12月22日、心不全のため死去。70歳没。

## 受賞歴
- 1980年、第1回ズームアップ映画祭助演男優賞[1]。
- 2010年、第22回ピンク大賞男優賞。
- 2011年、第23回ピンク大賞特別賞・功労賞。

## 出演

### 映画
- 地下室のうめき（1963年）
- 鉛の墓標（1964年）
- 網の中の女（1964年）
- 黒い雪（1965年） - 山脇
- 壁の中の秘事（1965年）
- 肉体の報酬（1965年）
- 腐肉の喘ぎ（1965年） - 津村浩 ※主演
- 愛欲の十三階段（1965年）
- 肌のあやまち（1965年）
- 鉛の慕情（1965年）
- 制服の絶叫（1966年）
- 浮気契約（1966年） - 大沢卓二
- 燃える肌（1966年）
- 女子大生の抵抗（1966年）
- あなたの留守に?（1966年）
- 夜の日記（1966年）
- 肉色（1966年）
- 処女? 戦慄（1966年）※主演
- 艶夢（1966年） - 君塚雄二 ※主演
- 狙う（1967年）
- みだれ髪（1967年）
- 情欲の黒水仙（1967年）
- 泣き濡れた情事（1967年）
- 網の中の暴行（1967年）※主演
- 激しい関係（1967年）
- 不毛の愛欲（1967年）
- 奴隷未亡人（1967年） - 一彦
- 肉体の誘惑（1967年）
- 処女の血脈（1967年）
- 日本暴行暗黒史 異常者の血（1967年） - 真田源七、神原与一、神原与吉、神原吉夫 ※主演
- 原色の世代 脱がされた制服（1967年）
- 性の放浪（1967年）
- 強烈な…青い穴（1967年）
- 荒野のダッチワイフ（1967年）
- おんな泣かせ（1967年）
- 異常な反応 悶絶（1967年）
- 性の復活（1967年）※主演
- 色道仁義（1968年） - 清太郎 ※主演
- 色くるい（1968年） - 俊之
- セックスドライブ（1968年） - 片山正彦
- 初夜が憎い（1968年）
- 裏切の色事（1968年）
- 或る色魔（1968年） - 松田春雄
- 真実の処女（1968年）※主演
- 情怨の穴場（1968年）※主演
- 夜の技巧（1969年）
- セックス・コレクター 腿切り魔（1969年） - 川口勇 ※主演
- 素肌の密戟（1969年）
- 好色一代 無法松（1969年）
- 燃えたい女（1969年）
- 破れた肉体（1969年） - 野口二郎
- ためいき（1969年）
- 男を喰う乳房（1969年）
- 寝とられた女（1969年）
- 競艶おんな極道 色道二十八人衆（1969年）
- 好色 きんちゃく切りの女（1969年）
- 濡れた悪女（1969年）
- 引き裂かれたブルーフィルム（1969年）
- 痴女の戯れ（1969年）
- 肌のもつれ（1969年）
- まくらの悪戯（1969年）
- おんな情欲絵巻 必殺女斬り（1969年）
- 肉の標的 逃亡（1969年）※主演
- 婚外情事（1969年）※主演
- 娼婦激情の宿（1970年）
- 危険な女沼（1970年） - 近藤二郎
- 女体調教師（1970年）
- 明日なき暴行（1970年）※主演
- 日本暴行暗黒史 怨獣（1970年）
- 日本暴行暗黒史（1970年）
- ニッポン発情地帯（1971年）
- 発情（1972年）
- 白い天使の誘惑（1972年） - 小田医師
- けだもの美女（1972年）
- 若妻女ざかり（1972年）
- 処女悩殺（1972年）
- 女は愛に濡れる（1972年） - 倉田清三
- 華麗なる愛の遍歴（1972年）
- 発情女乱れ斬り（1973年）
- 喜劇セールスマン 色事繁盛記（1973年）
- 別れの性（1974年）
- エロ事周旋屋（1974年）※主演
- キャンパス・ポルノ ピエロの乳房（1974年） - 百合子の父
- (秘) 香港人肉市場（1974年） - コンドル次郎 ※主演
- オカルトSEX（1974年） - 斎藤三郎
- 横浜シャイアン 女の湿地帯（1974年）
- 女泣かせ (秘) 作戦（1975年）※主演
- 新特ダネ かぶりつき（1975年）
- ポルノ情報局 盗聴（1975年）
- 欲情の系図（1975年）
- 女教師の個人生活（1975年）
- セミドキュメント にっぽん痴漢五十年史（1975年）
- ポルノフィルム 花電車（1975年）
- 秘録 産婦人科（1975年）
- 極秘いろ指南（1975年）
- 下半身（1975年）
- 拷問百年史（1975年）
- 甘い体験 愛人関係（1975年）
- 大天狗 特ダシ一家（1976年）※主演
- ポルノレポート 人妻売春（1976年）
- 好色マンション 美容師の秘密（1976年）※主演
- 痴漢女秘書（1976年）※主演
- (秘) 夜這い 後家ころがし（1976年）
- トラックSEX野郎 絶倫定期便（1976年）※主演
- 痴漢連絡船（1976年）
- 残酷縛絵伝奇（1976年）
- 売春 地獄の一丁目（1976年）※主演
- 十三段こんにゃく締め（1976年）
- 淫婦昇り竜（1976年）
- トラックSEX野郎 街道売春（1976年）※主演
- ドキュメント・ポルノ 淫蕩主婦（1976年）
- タクシー野郎　夜の淫花（1977年）※主演
- 女刑御禁制百年（1977年）
- 子種入用 お腹貸します（1977年）※主演
- ポルノ探訪 日本の春話（1977年）
- 痴漢豆泥棒（1977年）
- ポルノ向う三軒両隣り おさわり横丁（1977年）※主演
- 日本悪憎性史（1977年）
- 女子大生 (秘) ピンクレディ（1977年）
- 熟れた夫人の乱れ咲き（1977年）
- 濡れて新宿 売春母娘（1977年）
- OH! 先天性痴漢（1977年）※主演
- 新妻を襲う（1977年）
- ポルノ向う三軒両隣り 痴漢横丁（1977年）※主演
- 未亡人下宿 下もかします四畳半（1977年）
- 痴漢透明人間PART II 女女女（1977年）
- 発情痴帯（1977年） - 古川徹
- 東京ネオン地帯 女性自身でご指導いたします（1977年）
- ポルノ向う三軒両隣り 連れ込みアパート（1977年）
- 好色夜泣き未亡人 ぬれる（1977年）
- セミドキュメント 観光バス濡れ濡れジャック（1977年）※主演
- 相抱く性魂（1977年）
- 痴漢特ダシ公園（1977年）※主演
- 駅前不動産 美女も斡旋します（1978年）※主演
- 虎さんの性天国（1978年）
- 初のぞき 痴漢の帝王（1978年）※主演
- 暴虐女拷問（1978年）
- 好色美容師（1978年）
- にっぽん穴節（1978年）
- 強精夫人（1978年）※主演
- 痴漢横丁交番前（1978年）
- 痴漢各駅停車 おっさん何するんや（1978年）
- セミドキュメント 女犬 ぐしょ濡れ（1978年）
- レズビアン地獄（1978年）
- 毒蜜に濡れる花弁（1978年）※主演
- 移動ホテル (秘) めろめろ（1978年）※主演
- 人妻浮気競べ（1978年）※主演
- ムンムン寝教育（1978年）※主演
- 少女痴漢（1978年）
- 絶倫種馬（1978年）
- 日本の拷問（1978年）
- 痴漢少女（1978年）
- がんばれ痴漢 指ぜめ（1978年）
- 団地夫人 情痴の夜（1978年）
- 地獄穴 極楽穴（1978年）※主演
- 女高生下宿（1978年）
- 舌でせめる（1978年）※主演
- 官能団地 むずむず夫人（1978年）
- トルコ番外地 いそぎんちゃく（1978年）※主演
- のぞきおさわり大全集（1979年）
- セミドキュメント 浮気妻を覗く（1979年）
- 濡れ場全開 寝化粧（1979年）※主演
- にっぽんポルノ風土記 津軽姫祭り（1979年） - 大平源五郎
- 淫絶暴行魔 まわし（1979年）※主演
- 痴漢壺せめ（1979年）
- 女高生 いらだち（1979年）※主演
- 団地妻を犯す（1979年）
- 夜のOL 快楽の部屋（1979年）
- 熱中時代 変態下宿（1979年）※主演
- 女高生 熟れはじめ（1979年）※主演
- 私は襲われたい!（1979年）
- 団地妻 濡れはじめ（1979年）※主演
- 夫婦縄（1979年）※主演
- 少女縄化粧（1979年）
- 少女を襲う!（1979年）
- ふるさとポルノ探訪 痴漢夏祭り（1979年）
- 肉の標的 射る（1979年）
- 性犯魔（1979年）※主演
- 河内夜這い専科（1979年）
- セックスドキュメント つれ込む!（1979年）
- 緊縛! 暴姦（1979年）
- 聖女わななく（1979年）※主演
- 好色透明人間 女湯覗き（1979年）※主演
- 新妻悶え泣き（1979年）
- 痴漢濡れ濡れ（1979年）
- 痴漢発情地帯（1979年）※主演
- 女の診察 舌と唇（1980年）※主演
- 若妻 淫蕩狂い（1980年）
- 汚れた関係 情婦（1980年）
- 夜這い大百科 さくら貝泥棒（1980年）
- 背徳女教師（1980年）
- 姉妹を襲う!（1980年）
- 女高生下宿 熟れどき（1980年）
- 淫写!! 股なぶり（1980年）
- セミドキュメント 淫らなあえぎ（1980年）
- 悶絶!! おしゃぶり後家（1980年）
- 学生妻 私刑（1980年）
- 異常暴行現場（1980年）
- 痴漢おさわり電車（1980年）
- 痴漢電車 途中下車（1980年）
- 縄で犯す（1980年）
- ハードスキャンダル 性の漂流者（1980年） - 中年の男
- 痴漢貝あさり（1980年）※主演
- 離婚妻 オ・ト・コのぬくもり（1980年）
- 快楽学園 禁じられた遊び（1980年） - 教頭先生
- ラビットセックス 女子学生集団暴行事件（1980年）
- 蒸発妻 ころがす（1980年）
- 団鬼六 OL縄奴隷（1981年） - 三田村薫
- 制服売春 衝撃のクリニック（1981年）
- 日本の私刑（1981年）
- 女教師のめざめ（1981年） - 高橋教頭
- セミドキュメント 変態狂時代（1981年）
- 人妻交換24時間 失神します（1981年）※主演
- 色情海女 ふんどし祭り（1981年） - 井本信吉
- 女子大生 痴漢のすすめ（1981年）
- 絶頂ポルノ 悶えて泣く（1981年）
- 復讐セックス 女が犯す（1981年）
- 快楽温泉郷 女体風呂（1981年） - 八木沢
- 宇能鴻一郎の濡れて騎る（1982年） - 店長
- 異常変態妻（1982年）
- 変態スワップ 女が舐める（1982年）
- オン・ザ・ロード（1982年） - 喫茶店の男
- TATTOO＜刺青＞あり（1982年） - 男
- くいこみ海女 乱れ貝（1982年） - 岩瀬忠吉
- 官能妻舌技責め（1982年）
- 華麗なる愛の遍歴 愛染恭子（1982年）
- ウィークエンド・シャッフル（1982年） - 中年の警官
- 温泉芸者 湯舟で一発（1982年） - 金三
- 薔薇の星座（1982年）
- 新妻残酷に犯す（1982年）
- 処刑 (血) 吊るし（1983年）
- ヨーロッパ・ノーカット版 愛染恭子・華麗なる追憶（1983年）
- キャリアガール 乱熟（1983年）
- 人妻変態好み（1983年）
- 薔薇の舘 男達のパッション（1983年）※主演
- 巨根伝説 美しき謎（1983年）
- 宇能鴻一郎の濡れて学ぶ（1983年） - 父
- 少女暴行事件 赤い靴（1983年） - 松尾雄二
- 団鬼六 美女縄地獄（1983年） - 闇問屋
- お嬢さんの股ぐら（1983年） - 初老の男
- 涅槃の人（1983年）※主演
- 隣の未亡人 わたし我慢できない（1984年）
- 可愛い悪魔（1984年）
- 女子大生温泉芸者（1984年） - 健三
- 愛染恭子の未亡人下宿（1984年） - 佐藤の父
- 巨大バスト99 Dカップの女（1985年）
- 主婦売春宅急便（1985年） - 萩原欽一 ※主演
- 団地妻 肉体地獄（1985年） - 中年男
- みだらな肉体 性感地獄（1985年）
- 絶頂スワップ SEX遊戯（1985年） - 元井秀夫
- 絶倫海女 しまり貝（1985年） - 修司
- 小松みどりの好きぼくろ（1985年） - 野々村健蔵
- ONANIE嬢 みだらな私生活（1985年） - 池田研二
- 密室変態調教（1985年）
- 本番裏撮りOL（1986年）
- 肉欲ターゲット いじめて本番（1986年）
- 中川みず穂 ハードポルノ絶頂（1986年）
- 花と蛇 白衣縄奴隷（1986年） - 大庭秀紀
- 痴漢サギ師 まさぐる指先（1987年） - 剛三
- 暴行 引き裂れた女（1987年）
- 裏ビデオONANIE 遊戯（1988年）
- い・ん・ら・ん 乱れ咲き（1989年）
- 異常に燃える女（1990年）
- 秘悦の肉奴隷（1990年）
- ナマ本番 変態治療（1991年）
- スキンレスナイト（1991年） - 榊敏夫
- 熟女の戯れ 濃厚愛撫（1993年）※主演
- バイブONANIE ブルセラ篇（1993年）
- 女子大生 昂奮はもう絶頂（1994年）
- 禁断の教室 濡れた放課後（1994年）
- ブルセラ篇 ザ・盗撮マニア（1994年）
- 異常テク大全 変態都市（1994年）
- どスケベ家政婦 下半身拭い（1994年）
- 特殊性技 ONANIEテレフォン（1994年）
- 超変態 女体肉実験（1994年）※主演
- 名器の秘密・痴女三態（1994年）
- 巨乳発情 揉みまくり（1995年）
- 乱行教室 私の顔にかけて!（1995年）
- 絶倫!! 好きもの夫婦（1995年）
- 尺八教室のお師匠さん（1995年）
- 熟年夫婦 (秘) 淫内性生活（1995年）
- 使用済み下着（1995年）
- ゴト師株式会社スペシャル 警察庁防犯課第5104号事件（1995年） - TV局のプロデューサー
- コギャル狩り 制服を白く汚せ!（1995年）
- 本番授業 教え子に、教室で（1996年）
- Zの回路 復讐の裏ゴト師（1996年） - 深山
- ど淫乱!! 熟妻倶楽部　「あぁ〜ン、たまンナイ…」（1996年）
- 女子大生 下半身売ります（1996年）
- 監禁むきたて肉玩具（1996年）
- 不思議の国のゲイたち 第3話「在宅介護」（1997年）
- 濡れ尻女将のねばり汁（1997年）
- 旅の涯て（1998年）
- 境界線の向こう側（1998年）
- 絆 -きずな-（1998年） - 池尻
- 二宮金次郎物語 愛と情熱のかぎり（1998年） - 喜作
- 老人のSEX 人妻折檻（1998年）
- 髪結い未亡人 むさぼる快楽（1999年）※主演
- 縄と男達5 傷だらけの懺悔緑（1999年）
- 第七官界彷徨 尾崎翠を探して（1999年） - 家主
- 天使に見捨てられた夜（1999年） - 刑事
- SHINJUKU LOFT BOOTLEG 1999（1999年） - 初老の男
- 痴漢バス いじめて濡らす（2000年）
- B級ビデオ通信 AV野郎 抜かせ屋ケンちゃん（2000年）
- ハイヒールの女 赤い欲情（2000年）
- 和服熟女の性生活 二十・三十・四十歳（2001年） - 吉田宏
- 人妻たちの性白書 AVに出演した理由（2001年）
- 美人おしゃぶり教官 肉体 (秘) 教習（2001年） - 今村
- 和服熟女 三十路のさかり（2001年）
- STACY（2001年） - 父親
- フェリーの女 生撮り覗き（2001年）
- 初恋不倫 乳首から愛して（2001年）
- バネ式（2002年） - 父
- 美女濡れ酒場（2002年） - マスター
- 天使が僕に恋をした（2002年） - ダニエル（老人）
- 夢野まりあ 超・淫乱女の私性活（2002年） - 矢崎
- 義母の秘密 息子愛撫（2002年） - 尾崎國男
- 紅姉妹 前後編（2002年） - 堀川
- 隣のお姉さん 小股の斬れ味（2003年） - 為吉
- 疼く義母と娘 猫舌くらべ（2003年） - 成瀬和弘
- 覗き! おばさんの性態 午後の間男（2003年） - 谷川夏彦
- 全国未亡人連合 極楽あそび（2003年） - 男鹿武弘
- 人妻不倫調査員 恥知らずな尻（2003年） - 本宮大
- 純愛夫婦 したたる愛液（2003年） - のり子の父
- 発情家庭教師 先生の愛汁（2003年） - 路上の古本屋
- 義父の指あそび 抜かないで!（2003年） - 斉藤倉蔵
- ダブルGスポット 愛染恭子VS菊池えり（2003年） - 野口隆平
- 変態エロ性癖 恥汁責め（2004年） - 徳三
- 尻ふりスッチー 突き抜け淫乱気流（2004年） - 野上正義
- 便利屋家政婦 鍵の穴から（2004年） - 磯山隆文
- 義母の寝室 淫熟のよろめき（2004年） - 二階堂泰介
- 兄貴と俺II 燃える菊紋（2004年） - 藤木忠
- 機関車先生（2004年）
- 野外 (秘) エッチ 覗いて（2004年） - なり子の父 ※挿入歌も担当
- 百合祭（2004年）
- 桃尻姉妹 恥毛の香り（2004年） - 間宮林輔
- 和風旅館のロシア女将 女体盛り（2004年） - 谷崎茂雄
- 花井さちこの華麗な生涯（2005年）
- バサラ人間（2007年）
- 艶恋師 北海道 放浪編（2008年） - 岡村
- 老人とラブドール 私が初潮になった時（2008年） - 老人
- デコトラ★ギャル奈美（2008年）
- ラーメンガール（2009年）
- あなたにゐてほしい（2015年） - 熊太郎の父

### テレビドラマ
- 事件記者
- 特別機動捜査隊
- 海の野郎ども（1963年 - 1964年）
- プロハンター（1981年）
- はぐれ刑事純情派
  - 第9シリーズ 第4話「死の不倫旅行!? 家庭回帰の男」（1996年）
  - 第12シリーズ 第25話「死体は整形していた!? 夫をほめる女」（1999年） - 村山三郎 役
  - 第14シリーズ 第20話「ぬれぎぬ殺人! ついていない男と女!?」（2001年） - 清水二郎
- 刑事追う! 第12話「教室の戦争」（1996年）
- 土曜ワイド劇場
  - 新・女弁護士 朝吹里矢子 第5作「小さな共犯者」（1998年） - 笠原検事
  - 警視庁女性捜査班 第2作「大豪邸に潜む暴行魔?」（2000年）
- 月曜ドラマスペシャル / 弁護士芸者のお座敷事件簿 第3作「伊香保温泉・榛名湖連続殺人!!」（1998年）
- はみだし刑事情熱系 PART5 第8話「その男、犯人と交渉するにあたり…!」（2000年）
- 金曜エンタテイメント
  - お局探偵亜木子&みどりの旅情事件帳 第4作「復讐のウェディングドレス」（2001年）
  - 浅見光彦シリーズ 第16作「日蓮伝説殺人事件」（2003年） - 結城孝雄
- 女と愛とミステリー→水曜ミステリー9
  - ノサップ岬の女（2002年） - 編集長
  - 捜査検事・近松茂道 第7作「美濃土鈴伝説殺人事件」（2007年） - 佐伯敏明
- 月曜ミステリー劇場 弁護士猪狩文助 第4作「禁断の館」（2003年） - 倉橋謙三

### 特撮
- ナショナルキッド 第1部「インカ族の来襲」（1961年） - インカ金星人
- ウルトラマンダイナ 第29話「運命の光の中で」（1998年） - トクガワ・ヘイスケ
- 星獣戦隊ギンガマン 第十六章「心の故郷」（1998年） - 森川龍之介
- デビルシャドー（2007年） - 神崎源三

### オリジナルビデオ
- ブラックマネー（1994年）
- 痴漢白書（1995年）
- 人妻玲子 調教の軌跡（1995年）
- 快楽通信 Volume6 淫乱症の女（1996年）
- Give me a Shake レディースMAX（1997年） - ミナの父
- 痴漢物語 恥辱のアングル（1997年）
- 少年の犯罪（1997年）
- セールスレディ 肉体訪問販売（1998年） - 特別出演
- 女子高白書 そこで全員犯された（1998年）
- 女教師6（1998年）
- 官能小説夫人 人妻・秘密の告白（1999年）
- 雇われた女 メイドの日記より（1999年）
- 覗かれた人妻 夫がいない昼下がりの若義母（2000年）
- 難波金融伝ミナミの帝王 極道金融（2000年）
- リストラ陵辱銀行 キャリアの復讐（2000年）
- つのだじろうの霊界からの招待状 本当にあった恐怖体験（2001年）
- 愛欲温泉 美人仲居お尻でサービス（2001年）
- 美人社長 秘密の時間（2001年）
- 義妹不倫 里帰りの夜に（2001年）
- 修羅の群れ（2002年） - 医師
- 真夜中は牝の顔 復讐のエクスタシー（2002年）
- スーパーエロリーマン 部長 痴魔耕作 リストラ腐食性列島を救え!!（2003年）
- 新人ナース・はるか 恥ずかしいお仕事（2003年）
- 魔界昇天 淫殺鬼たちの報復（2003年）
- 冷凍監禁 摂氏ゼロの異常愛（2003年）
- エロビアの泉 素晴らしき性のムダ知識（2004年）
- 定食屋の若奥様 やめて、義父さん!（2004年） - 爺さん
- 新任女教師 青き性の時限装置（2004年） - 松田市会議員
- 派遣秘書（2004年）
- 白衣の秘密 汚された過去（2004年）
- 新人ツアーコンダクター 千里（2004年）
- 便利屋家政婦 鍵の穴から（2005年）
- 女体盛り 和風旅館のロシア女将（2005年）
- 19 NINETEEN 女子大生 殺人レポート（2005年）
- 失踪 僕が彼女を閉じ込めた理由（2005年）
- 新人ナースの発情日記2（2006年）
- サギ師の花道（2006年） - 結城商事 社長
- 団鬼六 楽園（2007年）
- AI高感度センサー搭載 メイドロイド（2008年）
- SF忍者 サイバートリップ（2008年）
- 団鬼六 縄と肌（2008年）
- つや女房（2009年）
- お掃除女子 / 至れり、尽くせり（2010年）
- メイドロイド VS ホストロイド軍団（2010年）
- デコトラ★ギャル奈美 〜爆走! 夜露死苦編〜（2010年）

### 舞台
- 北島三郎ショー

## 監督作品
- 性宴風俗史（1972年）
- 性の転落と幸福（1977年）
- (秘) 犯しの現場（1981年）
- 変態未亡人（1981年）
- 異常性変態（1982年）
- 薔薇の夢 性愛（1983年）
- 若妻人質 性拷問（1983年）
- 愛の処刑（1983年）
- 涅槃の人（1983年）※脚本も担当
- 褐色のターゲット（1984年）
- 虚飾の海（1984年）
- 熟年夫婦 (秘) 淫内性生活（1995年）
- 浮気妻 淫乱同窓会（1996年）※脚本も担当
- 三十路妻のトロケ汁（1996年）
- ある愛の終りに（1996年）※脚本も担当
- 新・痴漢白書3（1999年）
- 覗き! おばさんの性態 午後の間男（2003年）
- 義父の指あそび 抜かないで!（2003年）※脚本も担当
- 定食屋の若奥様 やめて、義父さん!（2003年）※脚本も担当

## 著書
- ちんこんか ピンク映画はどこへ行く（1985年）ISBN 978-4490105766